# Gouvernement Sidi Bouzid
Das Gouvernement Sidi Bouzid (arabisch سيدي بوزيد, DMG Sīdī Bū-Zaid) ist eines der 24 Gouvernements in Tunesien. Es befindet sich im Zentrum des Landes im Bereich des zentraltunesischen Steppenlands und umfasst eine Fläche von knapp 7000 km² (4,5 % der Gesamtfläche Tunesiens). Die Bevölkerungszahl beträgt 415.900; ein Großteil der Menschen lebt im ländlichen Raum. Die Hauptstadt der Region ist die gleichnamige Stadt Sidi Bouzid.

## Geschichte
Das Gouvernement in seiner heutigen Ausdehnung wurde im Jahr 1973 gegründet. Die Region war im Dezember 2010 Ausgangspunkt der tunesischen Revolution, nachdem sich der Gemüsehändler Mohamed Bouazizi in der Hauptstadt des Gouvernements selbst verbrannte. Die darauf folgenden Unruhen in Sidi Bouzid breiteten sich schnell über das ganze Land aus und waren Wegbereiter des Arabischen Frühlings.

## Verwaltungsgliederung

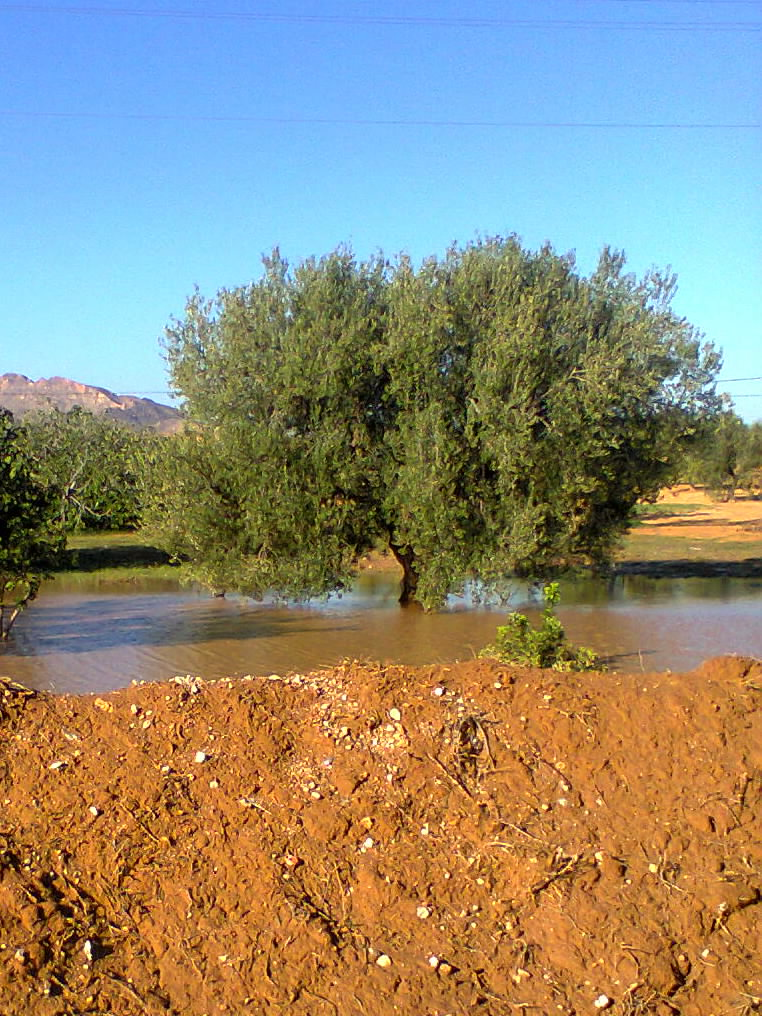
Olivenbaum bei Sidi Bouzid nach heftigen Regenfällen

Das Gouvernement Sidi Bouzid ist in zwölf Delegationen unterteilt:
| Delegation          | Einwohner 2004 | Einwohner 2014 |
| ------------------- | -------------- | -------------- |
| Bir El Hafey        | 33.979         | 38.288         |
| Cebbala Ouled Asker | 18.618         | 20.382         |
| Jilma               | 36.861         | 40.239         |
| Meknassy            | 22.617         | 23.789         |
| Menzel Bouzaiane    | 23.668         | 25.321         |
| Mezzouna            | 22.839         | 24.766         |
| Ouled Haffouz       | 19.910         | 19.579         |
| Regueb              | 58.776         | 64.998         |
| Sidi Ali Ben Aoun   | 24.896         | 28.214         |
| Sidi Bouzid Est     | 48 371         | 49.450         |
| Sidi Bouzid Ouest   | 65.761         | 73.226         |
| Souk Jedid          | 19.210         | 21.660         |
| Summe               | 395.506        | 429.912        |

## Klima
Die langjährigen Durchschnittstemperaturen liegen zwischen 5 und 15 °C im Winter und zwischen 20 und 35 °C im Sommer. Die jährliche durchschnittliche Niederschlagsmenge liegt zwischen 200 und 250 Millimetern.

## Wirtschaft
Die Landwirtschaft ist der dominante Wirtschaftssektor der Region: Obstbau (Oliven, Mandeln) und der Anbau von Gemüse (Spargel) spielen die wichtigste Rolle; daneben wird auch in nicht unbedeutendem Umfang Viehzucht betrieben.

## Natur
Die Region ist weitgehend vom Menschen kultiviert. Zwei Naturschutzgebiete befinden sich in den Randzonen – im Nordwesten der Nationalpark Djebel Mghilla mit dem höchsten Berg des Gouvernements (1378 m) und im Süden der maximal 814 m hoch gelegene Bou-Hedma-Nationalpark.

## Kultur
Viele Kleinfunde deuten darauf hin, dass die Region um Sidi Bouzid bereits in römischer Zeit eine wichtige Rolle spielte.